# Sierra de la Punilla
Sierra de la Punilla är en bergskedja i Argentina. Den ligger i den nordvästra delen av landet, 1 200 km nordväst om huvudstaden Buenos Aires.
Omgivningarna runt Sierra de la Punilla är i huvudsak ett öppet busklandskap. Trakten runt Sierra de la Punilla är nära nog obefolkad, med mindre än två invånare per kvadratkilometer.